# Ophiomyia hieracii
Ophiomyia hieracii este o specie de muște din genul Ophiomyia, familia Agromyzidae, descrisă de Spencer în anul 1964.
Este endemică în Germania. Conform Catalogue of Life specia Ophiomyia hieracii nu are subspecii cunoscute.